# Mkhondo
Mkhondo es un municipio local sudafricano situado en el distrito de Gert Sibande, en la provincia de Mpumalanga.

## Superficie
Mkhondo tiene una superficie de 4901 km².

## Demografía
En 2022, tenía 255 411 habitantes, una densidad poblacional de 52,12 hab./km², y 58 504 viviendas.